# South Pacific Hard Court Championships 1974
Il South Pacific Hard Court Championships 1974 è stato un torneo di tennis giocato su campi in terra rossa. È stata la 1ª edizione del Torneo di Adelaide, che fa parte del Commercial Union Assurance Grand Prix 1974. Si è giocato a Melbourne in Australia dal 21 al 27 ottobre 1974.

## Campioni

### Singolare
Dick Stockton ha battuto in finale  Geoff Masters con il punteggio di 6–2, 6–3, 6–2

### Doppio
Grover Raz Reid /  Allan Stone hanno battuto in finale  Mike Estep /  Paul Kronk con il punteggio di 7–6, 6–4